# Deux Mélodies, op. 55 (Roussel)
Pour les articles homonymes, voir Deux mélodies.
Deux mélodies, op. 55, est un recueil de mélodies pour chant et piano d'Albert Roussel composées en 1935 sur des poèmes de Georges Ville.

## Présentation

### Mélodies
Les Deux mélodies sont, :
1. Vieilles cartes, vieilles mains..., allegretto ( = 108), à 
, dédié à Mme Marie Blanc-Audra ;
2. Si quelquefois tu pleures..., andante ( = 54), à 
, dédié à Mme Madeleine Vhita.

La première mélodie est pour soprano ou ténor, la deuxième pour voix moyenne.
Les manuscrits autographes de Roussel sont respectivement datés Vasterival, septembre 1935, et Vasterival, octobre 1935. La partition est publiée en 1936 par Durand.
L'ensemble porte le numéro d'opus 55 et, dans le catalogue des œuvres du compositeur établi par la musicologue Nicole Labelle, le numéro L 69.

### Textes
Les textes des mélodies sont dus à Georges Ville, qui avait adressé à Roussel un exemplaire de son recueil La Chèvre et la haie (publié en 1930 par Aubanel, à Avignon), accompagné d'une dédicace. Les poèmes choisis par le compositeur sont les deux derniers du recueil.

### Création
Les Deux mélodies sont créées le 24 janvier 1936 à Paris, par Marie Blanc-Audra (voix) et Denyse Dixmier (piano).

## Analyse
Les Deux mélodies, op. 55, sont les dernières mélodies du compositeur. Elles « font apparaître un thème nouveau, le regard mélancolique de l'homme âgé se retournant vers les amours enfuies ». 
La première mélodie, Vieilles cartes, vieilles mains, « évoque avec nostalgie les lointains jeux adolescents peut-être pas aussi innocents qu'on ne le croyait ». Musicalement, la structure respecte celle du poème, « en quatre quatrains, les deux derniers variant les deux premiers ; mais la ligne mélodique en reste indépendante, très flexible, mêlant un humour discret à un soupçon d'érotisme juvénile ». 
La deuxième mélodie, Si quelquefois tu pleures, est un « très bref poème de l'adieu ». Dans un climat presque atonal, « l'articulation du texte est gommée au profit d'une libre déclamation ». L'accompagnement du piano est « un ruban chromatique continu [...] qu'enrichissent frottements harmoniques et incertitudes rythmiques (trois-pour-deux). Apparente pauvreté, extrême concision, émotion d'un cœur qui se brise au bord du silence ». 
La durée moyenne d'exécution de l’ensemble est de trois minutes trente environ. 

## Discographie
- Albert Roussel : les mélodies (intégrale) — Marie Devellereau (soprano), Yann Beuron (ténor), Laurent Naouri (baryton), Billy Eidi (piano), Timpani 2C2064 (2001)[4].
- Albert Roussel Edition (CD 9) — Colette Alliot-Lugaz (soprano), Dalton Baldwin (piano), Erato 0190295489168 (2019)[5].

### Ouvrages généraux
- Gilles Cantagrel, « Albert Roussel », dans Brigitte François-Sappey et Gilles Cantagrel (dir.), Guide de la mélodie et du lied, Paris, Fayard, coll. « Les Indispensables de la musique », 1994, 916 p. (ISBN 2-213-59210-1), p. 571-577.

### Monographies
- Françoise Andrieu, « Catalogue des œuvres », dans École normale de musique de Paris, Jean Austin (dir.), Albert Roussel, Paris, Actes Sud, 1987, 125 p. (ISBN 2-86943-102-3), p. 46–95.
- Nicole Labelle, Catalogue raisonné de l'œuvre d'Albert Roussel, Louvain-la-Neuve, Département d'archéologie et d'histoire de l'art, Collège Érasme, coll. « Publications d'histoire de l'art et d'archéologie de l'Université catholique de Louvain » (no 78), 1992, 159 p.
- Damien Top, Albert Roussel : Un marin musicien, Biarritz, Séguier, coll. « Carré Musique », 2000, 170 p. (ISBN 2-84049-194-X).
- Damien Top, Albert Roussel, Paris, Bleu nuit éditeur, coll. « Horizons » (no 53), 2016, 176 p. (ISBN 978-2-35884-062-0).